# Бебенін Олег Миколайович
Оле́г Микола́йович Бебе́нін (біл. Алег Мікалаевіч Бябенін; *14 червня 1974, Кострома — †2 або 3 вересня 2010, Перхурово) — білоруський журналіст, редактор сайту «Хартія 97». Помер за нез'ясованими обставинами.

## Короткий життєпис
Народився у сім'ї військового прокурора. Закінчив факультет журналістики Білоруського університету, після чого працював у газеті «Белорусская деловая газета», а згодом у новоствореній газеті «Имя». 1997 року створив інтернет-видання «Хартія 97», яким керував до смерті.

## Смерть
Олега Бебеніна знайшли мертвим у петлі 3 вересня 2010 о 17:30 на його дачі у селі Перхурові (Мінська область, Дзержинський район). Його було поховано 6 вересня на Східному цвинтарі в Мінську. В траурній церемонії взяли участь перший спікер парламенту незалежної Білорусі Станіслав Шушкевич, опозиційний політик Олександр Мілінкевич, голова Білоруської асоціації журналістів Жанна Литвина та ін.
Смерть Бебеніна викликала значний резонанс у ЗМІ. Генеральна прокуратура Білорусі заявила, що смерть настала внаслідок самогубства, проте низка журналістів заявила, що не вірять у цю версію. 
У Бебеніна залишилися дружина та двоє синів.